# 列夫达 (摩尔曼斯克州)
列夫达（羅馬化：Revda）是俄罗斯摩尔曼斯克州的市级镇，属洛沃泽罗区，地处摩尔曼斯克州中部，在区行政中心洛沃泽罗村西南、州府摩尔曼斯克东南方。镇名来自于附近一同名小型湖泊。
该地2021年人口有7,925人；2010年人口8,414；2002年人口10,368；1989年人口13,820。